# سنوكس
السنوكس (الاسم العلمي: Centropomus)، جنس سمك من رتبة الفرخيات وفصيلة السنوكسيات. يضم ستة أنواع. أعطانه المياه المحلية الاستوائية وشبه الاستوائية في المحيط الأطلسي الغربي وشرقي المحيط الهادئ.